# 希尔马·包恩斯格尔
希尔马·特默德·英格夫·包恩斯格尔（英語：Hilmar Tormod Ingolf Baunsgaard，1920年2月26日—1989年6月30日)，丹麦社会自由党籍政治家，曾担任丹麦首相（1968-1971）及丹麦社会自由党领袖等职务。